# Пэрство (британская система)
Пэрство (англ. Peerage от англ. peer — «равный») — система дворянских титулов, существующая в Великобритании, часть Британской системы наград. Термин используется как для всей системы титулов, так и для отдельного титула. Кроме пэров Великобритании, также существовали и пэры Франции, пэры Португалии, пэры Эфиопии и пэры Японии.
Все британские почести, включая пэрское достоинство, происходят от суверена, которого называют источник чести. Сам суверен не может принадлежать к пэрству — «источник достоинства не может получить достоинство от себя» (мнение палаты лордов в Buckhurst Peerage Case). В соответствии с английской негласной традицией лицо, которое не является пэром и не является сувереном, формально считается простолюдином (но не в Шотландии, где дворянская правовая система кардинально отлична от английской и максимально близка к континентальной). В Англии члены семьи пэров также формально могут считаться простолюдинами, хотя с точки зрения закона они в действительности относятся к классу джентри (младшего дворянства, как и баронеты, рыцари, эсквайры и джентльмены); этим английская система существенно отличается от континентальной (и шотландской), где вся семья, а не индивидуумы сопричисляются к дворянству. Даже члены королевской семьи, не имеющие пэрского достоинства, не обладают особым правовым статусом, отличным от прочих членов общества.

## Части пэрства
Существует несколько частей пэрства с немного разными привилегиями: пэрство Англии относится ко всем титулам, созданным королями и королевами Англии до Акта об объединении в 1707 году. Пэрство Шотландии — к созданным королями и королевами Шотландии до 1707 года. Пэрство Ирландии включает титулы королевства Ирландия до Акта об объединении в 1800 году и некоторые титулы, созданные позднее. Пэрство Великобритании (англ. Peerage of the Great Britain) относится ко всем титулам, созданным для королевства Великобритания между 1707 и 1801 годами. Наконец, Пэрство Соединённого королевства (англ. Peerage of the United Kingdom) относится к большинству титулов, созданных после 1801 года.
После объединения с Шотландией существовала договорённость, что не все шотландские пэры будут заседать в палате лордов Великобритании; они будут выбирать 16 представительных пэров. После союза в 1801 году Ирландии также было позволено иметь 29 представительных пэров. Ирландские выборы прекращены в 1922 году, когда Ирландское Свободное государство стало отдельной страной. Шотландские выборы прекратились в 1963 году, когда всем шотландским пэрам даровали право заседать в палате лордов. Члены пэрств Англии, Великобритании и Соединённого королевства все посещали палату лордов, и выборы не были нужны.

## История
После завоевания Англии Вильгельм Завоеватель поделил страну на «маноры», владельцы которых стали называться баронами; те, кто владел многими манорами, назывались «большими баронами» («greater barons»), с меньшим числом — «меньшими баронами». Когда король созывал этих баронов на королевские советы, меньших баронов собирали шерифы, а большие бароны созывались индивидуально Сувереном. В 1254 году меньших баронов перестали созывать; орган из старших баронов развился в палату лордов. Поскольку Корона была наследуемым достоинством, выглядело естественно, чтобы места в палате лордов также наследовались. К началу XIV века наследственные права пэров значительно расширились.
Ранги графа и барона относятся к феодальным временам и, возможно, даже к временам англосаксов. Ранги герцога и маркиза были введены в XIV веке, виконта — в XV веке. Хотя пожизненные пэрства часто создавались в ранние времена, но законным способом — только после принятия Акта об апелляционной юрисдикции в 1876 году.

## Ранги
У пэров пять рангов: герцог, маркиз, граф, виконт и барон. В Шотландии пятый ранг называется лорд парламента, ибо барон в Шотландии — это не ранг пэра, а титул дворянина, владевшего феодом баронского ранга или происходящего или унаследовавшего титул барона от такого феодала. Баронеты, хоть и владеют наследуемым титулом, не являются пэрами.
- Герцог (англ. Duke), герцогиня (англ. Duchess) происходит от латинского dux (вождь). Первый титул герцога был присвоен в Англии в 1337 году.
- Маркиз (англ. Marquis), маркиза (англ. Marchioness) — происходит от обозначения территориальной границы (фр. marche — см. марка). Впервые присвоен в 1385 году.
- Граф (эрл) (англ. Earl) — от старо-английского или англо-саксонского eorl, военный вождь (также норвежский jarl, дворянин). Графиня (англ. Countess) — от латинского comes. Титул использовался примерно с 800—1000 годов.
- Виконт (англ. Viscount), виконтесса (англ. Viscountess) — от латинского vicecomes, вице-граф. Впервые присвоен в 1440 году.
- Барон (англ. Baron), баронесса (англ. Baroness). От старогерманского baro, свободный господин (см. также фрайхерр). Впервые присвоен в 1066 году (в год Норманского завоевания).

Исторически графы (эрлы) управляли назначенными им графствами (англ. shire, шир), поэтому в их титулах чаще всего присутствует обозначение местности. Графство было ещё не титулом, а скорее названием должности в шире наряду с шерифом и байлифом, на которую назначались дворяне из числа феодальных баронов. Из этих времён идёт историческая традиция, по которой баронство и графство являются основополагающими рангами пэрства.

## Титулы
Титулы могут иметь две формы: ранг <Название> какой (Rank Name) или ранг <Названия чего> (Rank of Name), то есть быть либо фамилией (surname), либо названием места. Точное использование зависит от ранга пэрства и от некоторых общих соображений. Герцог всегда «чего» (of). Маркизы и графы, титулы которых происходят от названий местности, обычно используют форму не «чего», а титулы, основанные на фамилиях, — «какие». Виконты, бароны и лорды парламента не используют форму «чего». Однако, у этого правила есть исключения. Например, шотландские виконтские титулы теоретически имеют форму «чего», но на самом деле чаще всего нет. Поэтому, например, Viscount of Falkland известен как Viscount Falkland, без союза of. В русском языке этот титул передается как «виконт Фолкленд», а не «виконт Фолклендский». Кроме того, форма «чего» обычно не используется, когда титульная местность находится вне британской территории, иначе такая форма титула может подразумевать, что нация имеет суверенитет над таким местом. Например, титул «маркиз Дуро» (Marquess Douro) происходит от названия реки Дуэро в Португалии, над которой британский монарх не имеет ни суверенитета, ни сюзеренитета.
Часто обозначение территории добавляется к основному пэрскому титулу, особенно в случае баронов и виконтов: например, «баронесса Тэтчер, Кестивена графства Линкольншир» (Baroness Thatcher, of Kesteven in the County of Lincoln) или «виконт Монтгомери Аламейнский, Хиндхеда в графстве Сюррей» (Viscount Montgomery of Alamein, of Hindhead in the County of Surrey). В таких случаях обозначение после первой запятой не является частью основного титула и часто опускается, и остаётся, в приведённых случаях, «баронесса Тэтчер» и «виконт Монтгомери Аламейнский». Территориальные обозначения в титулах не обновляются при реформах местного правительства, но вновь создаваемые принимают их во внимание. Поэтому существует титул баронессы Эйри, Абингдона в графстве Оксфордшир (baroness Airey, of Abingdon in the County of Oxford), и барона Джонстона Рокпортского, Кэвершема в королевском графстве Беркшир (baron Johnston of Rockport, of Caversham in the Royal County of Berkshire).
В Средневековье пэры могли управлять переданными им землями либо даже иметь их в собственности. В настоящее время единственным пэрством, связанные с которым земли всё ещё управляются обладателем титула, является герцог Корнуольский. Титул герцога Корнуольского автоматически (с момента появления на свет в семье царствующего монарха или вступления отца или матери на престол) присваивается старшему сыну монарха, являющемуся наследником престола, — принцу Уэльскому.

## Обращение
Для именования низших четырёх рангов пэрства (от барона до маркиза) используется «лорд <титул>» или «леди <титул>». Для рангов от виконта до герцога также используется «<ранг> <титул>».
Бароны именуются «лорд <титул>», и очень редко «барон <титул>» — кроме женщин-пэресс, которые именуются «баронесса <титул>». Для герцогов и герцогинь допустимо только именование «герцог <титул>»/«герцогиня <титул>».
При личном обращении к пэрам мужского пола используется «мой лорд» (англ. My Lord, «мой господин») или «лорд <титул>», женского — «моя леди» (англ. My Lady, «моя госпожа») или «леди <титул>». Для герцогов и герцогинь используется «ваша милость» (англ. Your Grace) или «герцог <титул>»/«герцогиня <титул>».
Супруга пэра именуется по таким же правилам, и то же самое относится к личному обращению к ней, однако супруг пэрессы не обладает никакими титулами (если только он не является пэром).
Бывшая жена пэра именуется по конструкции «<имя>, <ранг> <титул>» без определённого артикля the перед рангом (см. Диана, принцесса Уэльская).

### Подчинённые титулы
Ранги графа и барона и считаются основой титулованного дворянства — если простолюдину даруют сразу титул герцога или маркиза, ему также одновременно даруют отдельные титулы графа и виконта или барона, а графу также даруют титул виконта или барона (например, принц Уильям получил в день женитьбы титул герцога Кембриджского и также титулы графа Стратхэрн и барона Каррикфергюс); такие младшие титулы называются «подчинённые» (англ. subsidiary title) и переходят по наследству вместе с основным.
Кроме того, титулы могут переходить к дальним родственникам, и в отдельных случаях передаваться по материнской линии; в результате у пэров нередко оказывается несколько подчинённых титулов одинаковых рангов (например герцог Норфолк также имеет три графских и шесть баронских титулов, а герцог Веллингтон имеет по два подчинённых титула в каждом из младших рангов маркиза, графа, виконта и барона), однако по традиции для именования пэра используется только его самый старший титул (более высокий по рангу или более древний), остальные титулы используются старшими детьми, внуками и правнуками в качестве титула учтивости.

### Титулы учтивости
Старшие дети, внуки, правнуки и праправнуки герцогов, маркизов и графов, а также их жёны могут использовать подчинённые титулы в качестве почётного «титула учтивости» (англ. courtesy title). Например, у герцога старший сын может использовать подчинённый титул маркиза, старший внук — титул графа, старший правнук — титул виконта, а старший праправнук — титул барона.
Младшие дети пэров двух старших рангов — герцогов и маркизов — используют титул в формате «лорд <имя> <фамилия>» и «леди <имя> <фамилия>».

## Наследственные пэры
К наследственным пэрам до 1999 года относились те, достоинство которых могло наследоваться. Наследственное пэрство создавалось Сувереном предписаниями о вызове (англ. writ of summons) в Палату лордов или письмами-патентами (англ. letters patent). После принятия правительством Тони Блэра Акта о Палате лордов 1999 года наследственное пэрство было упразднено. В результате проведённой реорганизации из 1165 пэров, являвшихся членами палаты, 650 из которых были наследственными, в ней осталось 674 члена. Из них партийными группами были избраны 92 наследственных пэра, которые получили право пожизненного (но не передаваемого по наследству) членства в палате.

## Пожизненные пэры
Два акта — Закон об апелляционном законодательстве 1876 и Акт о пожизненных пэрах 1958 — разрешают регулярное назначение пожизненных пэров. Они создаются согласно обоим законам и имеют ранг барона. Они всегда создаются по письмам-патентам, а не по предписаниям о созыве. Поскольку передача наследственного пэрства в основном ограничена мужчинами, то многие женщины носят пожизненное пэрство.

## Привилегии пэрства
Привилегии пэрства в совокупности принадлежат пэрам, их жёнам и вдовам, не вышедшим повторно замуж. Раньше привилегии пэрства были широкими, к XX веку их осталось три:
- право на суд пэров-коллег в суде лорда-распорядителя и палате лордов, отменено в 1948 году;
- право на доступ к Суверену, но им давно не пользовались;
- наконец, пэры имеют право не подвергаться гражданскому аресту. Это право после 1945 года использовалось дважды.

Также есть несколько прав, которые формально не относятся к привилегиям пэрства. Например, пэры и их семьи имеют места в порядке старшинства. Пэры имеют право носить особые короны и облачения, присутствуя при коронации Суверена. Пэрская корона может быть изображена на гербе титула. Пэры, являющиеся членами Палаты лордов, имеют почётные одежды для участия в ее заседаниях.

### Списки пэров Великобритании
- Список герцогских титулов Британских островов
- Список маркизатов Британских островов
- Список графств Британии[англ.]
- Список виконтств Британских островов
- Список баронств Британии[англ.]
- Список пожизненных пэров[англ.] по Акту о пожизненном пэрстве[англ.] 1958 года
- Список пожизненных апелляционных пэров[англ.] по Акту об апелляционной юрисдикции[англ.] 1987 года
- Список ирландских представительных пэров[англ.]
- Список духовных пэров[англ.]

### Списки дворянских родов Великобритании
- Список аристократических семей Уэльса